# Andrzej Cymorek
Andrzej Cymorek (ur. 14 listopada 1882 w Nieborach, zm. 24 maja 1965 w Cieszynie) – polski działacz i publicysta protestancki, długoletni sekretarz Społeczności Chrześcijańskiej, duchowny (diakon) Kościoła Ewangelicko-Augsburskiego.
Był współautorem śpiewnika Harfa syjońska. Redagował czasopisma „Dla Wszystkich”, „Słowo Żywota” i „Głosy Kościelne”.
Organizował zjazdy młodzieżowe, spotkania z misjonarzami, tłumaczył powieści z języka słowackiego.

## Literatura i źródła
- Daniel Spratek: K 50. výročí úmrtí Andrzeje Cymorka, Idea, 2015, nr 58, s. 14–15.
- Kalendarz Śląski, 1997, s. 48.
- Spuścizna w Archiwum i Bibliotece Tschammera w Cieszynie